# Società Sportiva Lanerossi Vicenza 1988-1989

## Stagione

Fausto Pizzi, miglior marcatore stagionale della squadra berica.

La stagione si apre con la convocazione dell'Assemblea del 15 luglio 1988 che sancisce definitivamente l'esclusione dell'ex presidente Marino Molon. La sua sostituzione con Gastone Celin provoca malumori all'interno della tifoseria biancorossa che non vede di buon occhio il ritorno della vecchia dirigenza, decisione che mette in discussione il sostentamento economico derivante dalla campagna abbonamenti.
Alla guida della squadra viene riconfermato Ernesto Galli che opera molti cambiamenti all'organico, ma i risultati deludenti portano al suo esonero già alla quarta giornata in favore di Titta Rota: le cose non cambiano molto, con il Lanerossi sempre ancorato ai bassifondi della classifica e lo spogliatoio simile a una polveriera.
Questa situazione incandescente esplode dopo l'inopinata sconfitta di Tortona, che costa il posto pure a Rota; al suo posto viene richiamato Galli il quale, grazie a un generoso rigore realizzato da Pizzi nella partita contro il Trento, riesce in extremis a portare i berici al traguardo della salvezza.

## Rosa
| N. |                   | Ruolo | Calciatore          |
| -- | ----------------- | ----- | ------------------- |
|    | Italia (bandiera) | P     | Fabio Marchioro     |
|    | Italia (bandiera) | P     | Fabio Brini         |
|    | Italia (bandiera) | P     | Massimo Mattiazzo   |
|    | Italia (bandiera) | P     | Giorgio Sterchele   |
|    | Italia (bandiera) | D     | Giuseppe Mascheroni |
|    | Italia (bandiera) | D     | Danio Montani       |
|    | Italia (bandiera) | D     | Alfonso Bertozzi    |
|    | Italia (bandiera) | D     | Gianfranco Zanotto  |
|    | Italia (bandiera) | D     | Michele Albarello   |
|    | Italia (bandiera) | D     | Marco Mazzoli       |
|    | Italia (bandiera) | D     | Luciano Miani       |
|    | Italia (bandiera) | D     | Andrea Rocchigiani  |
|    | Italia (bandiera) | C     | Gianni Bonfante     |

| N. |                   | Ruolo | Calciatore            |
| -- | ----------------- | ----- | --------------------- |
|    | Italia (bandiera) | C     | Andrea Messersì       |
|    | Italia (bandiera) | C     | Fausto Pizzi          |
|    | Italia (bandiera) | C     | Piergiorgio Zanandrea |
|    | Italia (bandiera) | C     | Mauro Zironelli       |
|    | Italia (bandiera) | C     | Diego Bortoluzzi      |
|    | Italia (bandiera) | C     | Giuseppe Degradi      |
|    | Italia (bandiera) | C     | Massimo Falconi       |
|    | Italia (bandiera) | C     | Emanuele Pellizzaro   |
|    | Italia (bandiera) | A     | Claudio Clementi      |
|    | Italia (bandiera) | A     | Aldo Cantarutti       |
|    | Italia (bandiera) | A     | Massimiliano De Mozzi |
|    | Italia (bandiera) | A     | Marco Nicoletti       |

## Calciomercato
| Acquisti | Acquisti           | Acquisti    | Acquisti   |
| R.       | Nome               | da          | Modalità   |
| -------- | ------------------ | ----------- | ---------- |
| P        | Fabio Brini        | Udinese     | -          |
| P        | Massimo Mattiazzo  | -           | svincolato |
| D        | Marco Mazzoli      | Vis Pesaro  | -          |
| D        | Luciano Miani      | Alessandria | -          |
| D        | Andrea Rocchigiani | Fiorentina  | -          |
| C        | Diego Bortoluzzi   | Atalanta    | -          |
| C        | Giuseppe De Gradi  | Piacenza    | -          |
| C        | Massimo Falconi    | Vis Pesaro  | -          |
| A        | Aldo Cantarutti    | Brescia     | -          |
| A        | Marco Nicoletti    | Cremonese   | -          |

| Cessioni | Cessioni            | Cessioni            | Cessioni |
| R.       | Nome                | a                   | Modalità |
| -------- | ------------------- | ------------------- | -------- |
| P        | Ennio Dal Bianco    | Padova              | -        |
| D        | Fabrizio Zoppellaro | Virescit Boccaleone | -        |
| D        | Fabrizio Tardini    | Alessandria         | -        |
| C        | Dario Cisco         | Giorgione           | -        |
| C        | Leonardo Rossi      | Trento              | -        |
| C        | Aurelio Zamparutti  | Barletta            | -        |
| A        | Antonio Rondon      | Thiene              | -        |
| A        | Alberto Briaschi    | Vis Pesaro          | -        |

## Risultati

### Serie C1

#### Girone di andata
| 1ª giornata | Prato | 1 – 0 | L.R. Vicenza |  |

| 2ª giornata | L.R. Vicenza | 0 – 0 | Carrarese |  |

| 3ª giornata | Triestina | 1 – 0 | L.R. Vicenza |  |

| 4ª giornata | L.R. Vicenza | 0 – 2 | Modena |  |

| 5ª giornata | Centese | 0 – 0 | L.R. Vicenza |  |

| 6ª giornata | L.R. Vicenza | 2 – 3 | Mantova |  |

| 7ª giornata | Arezzo | 3 – 3 | L.R. Vicenza |  |

| 8ª giornata | L.R. Vicenza | 2 – 3 | Spezia |  |

| 9ª giornata | Virescit Boccaleone | 0 – 0 | L.R. Vicenza |  |

| 10ª giornata | Lucchese | 4 – 0 | L.R. Vicenza |  |

| 11ª giornata | L.R. Vicenza | 2 – 0 | Venezia |  |

| 12ª giornata | SPAL | 1 – 1 | L.R. Vicenza |  |

| 13ª giornata | L.R. Vicenza | 1 – 1 | Derthona |  |

| 14ª giornata | Reggiana | 2 – 0 | L.R. Vicenza |  |

| 15ª giornata | L.R. Vicenza | 2 – 2 | Pro Livorno |  |

| 16ª giornata | L.R. Vicenza | 0 – 1 | Montevarchi |  |

| 17ª giornata | Trento | 2 – 4 | L.R. Vicenza |  |

#### Girone di ritorno
| 18ª giornata | L.R. Vicenza | 1 – 0 | Prato |  |

| 19ª giornata | Carrarese | 1 – 1 | L.R. Vicenza |  |

| 20ª giornata | L.R. Vicenza | 1 – 1 | Triestina |  |

| 21ª giornata | Modena | 0 – 1 | L.R. Vicenza |  |

| 22ª giornata | L.R. Vicenza | 2 – 1 | Centese |  |

| 23ª giornata | Mantova | 2 – 1 | L.R. Vicenza |  |

| 24ª giornata | L.R. Vicenza | 1 – 0 | Arezzo |  |

| 25ª giornata | Spezia | 1 – 1 | L.R. Vicenza |  |

| 26ª giornata | L.R. Vicenza | 0 – 0 | Virescit Boccaleone |  |

| 27ª giornata | L.R. Vicenza | 1 – 1 | Lucchese |  |

| 28ª giornata | Venezia | 1 – 0 | L.R. Vicenza |  |

| 29ª giornata | L.R. Vicenza | 2 – 1 | SPAL |  |

| 30ª giornata | Derthona | 1 – 0 | L.R. Vicenza |  |

| 31ª giornata | L.R. Vicenza | 0 – 0 | Reggiana |  |

| 32ª giornata | Pro Livorno | 0 – 3 | L.R. Vicenza |  |

| 33ª giornata | Montevarchi | 1 – 1 | L.R. Vicenza |  |

| 34ª giornata | L.R. Vicenza | 1 – 1 | Trento |  |

### Coppa Italia

#### Fase a gironi
| Arbitro: | Quartuccio (Torre Annunziata) |

|  |           |              |
|  | Marcatori | 87’ Caniggia |

| Arbitro: | Felicani (Bologna) |

|                                                 |           |           |
| Altobelli 17’, 36’ (rig.), 50’ Laudrup 19’, 53’ | Marcatori | 82’ Pizzi |

| Pordenone 28 agosto 1988, ore 20:30 CEST 3ª giornata | L.R. Vicenza   | 0 – 0 referto | Taranto | Stadio Ottavio Bottecchia (15 000 spett.)\| Arbitro: \| Bruni (Arezzo) \| |
| Arbitro:                                             | Bruni (Arezzo) |               |         |                                                                           |

| Arbitro: | Boggi (Salerno) |

|                          |           |                          |
| Urban 41’, 78’ Brogi 73’ | Marcatori | 4’, 39’ (rig.) Nicoletti |

| Arbitro: | Amendolia (Messina) |

|                                  |           |             |
| Nicoletti 22’ (rig.) Montani 25’ | Marcatori | 65’ Garlini |

### Coppa Italia Serie C

#### Fase ad elimanione diretta
| Modena 1989 Sedicesimi di finale - andata | Modena | 2 – 2 | Vicenza |  |

| Vicenza 1989 Sedicesimi di finale - ritorno | Vicenza | 4 – 2 (d.t.s.) | Modena | Stadio Romeo Menti |

| Trieste 1988 Ottavi di finale - andata | Triestina | 0 – 0 | L.R. Vicenza |  |

| Vicenza 1989 Ottavi di finale - ritorno | Vicenza | 1 – 3 | Triestina | Stadio Romeo Menti |

## Statistiche

### Statistiche di squadra
| Competizione         | Punti | In casa | In casa | In casa | In casa | In casa | In casa | In trasferta | In trasferta | In trasferta | In trasferta | In trasferta | In trasferta | Totale | Totale | Totale | Totale | Totale | Totale | DR |
| Competizione         | Punti | G       | V       | N       | P       | Gf      | Gs      | G            | V            | N            | P            | Gf           | Gs           | G      | V      | N      | P      | Gf     | Gs     | DR |
| -------------------- | ----- | ------- | ------- | ------- | ------- | ------- | ------- | ------------ | ------------ | ------------ | ------------ | ------------ | ------------ | ------ | ------ | ------ | ------ | ------ | ------ | -- |
| Serie C1             | 31    | 17      | 5       | 8       | 4       | 18      | 17      | 17           | 3            | 7            | 7            | 16           | 21           | 34     | 8      | 15     | 11     | 34     | 38     | -4 |
| Coppa Italia         | -     | 3       | 1       | 1       | 1       | 2       | 3       | 2            | 0            | 0            | 2            | 8            | 3            | 5      | 1      | 1      | 3      | 5      | 10     | -5 |
| Coppa Italia Serie C | -     | 2       | 1       | 0       | 1       | 5       | 5       | 2            | 0            | 2            | 0            | 2            | 2            | 4      | 1      | 2      | 1      | 7      | 7      | 0  |
| Totale               | 31    | 22      | 7       | 9       | 6       | 25      | 25      | 21           | 3            | 9            | 9            | 26           | 26           | 43     | 10     | 18     | 15     | 46     | 55     | -9 |